# Nordische Badmintonmeisterschaft 1987
Die Nordische Badmintonmeisterschaft 1987 fand in Højbjerg statt. Es war die 26. Auflage dieser Veranstaltung.

## Sieger und Platzierte
| Disziplin    | Gold                          | Silber                              | Bronze                            |
| ------------ | ----------------------------- | ----------------------------------- | --------------------------------- |
| Herreneinzel | Michael Kjeldsen              | Torben Carlsen                      | Ib Frederiksen                    |
| Herreneinzel | Michael Kjeldsen              | Torben Carlsen                      | Poul-Erik Høyer Larsen            |
| Dameneinzel  | Christina Bostofte            | Charlotte Hattens                   | Kirsten Larsen                    |
| Dameneinzel  | Christina Bostofte            | Charlotte Hattens                   | Christine Magnusson               |
| Herrendoppel | Steen Fladberg Jan Paulsen    | Max Gandrup Thomas Lund             | Peter Buch Nils Skeby             |
| Herrendoppel | Steen Fladberg Jan Paulsen    | Max Gandrup Thomas Lund             | Mark Christiansen Stefan Karlsson |
| Damendoppel  | Dorte Kjær Nettie Nielsen     | Maria Bengtsson Christine Magnusson | Margit Borg Catrine Bengtsson     |
| Damendoppel  | Dorte Kjær Nettie Nielsen     | Maria Bengtsson Christine Magnusson | Pernille Dupont Lotte Olsen       |
| Mixed        | Jesper Knudsen Nettie Nielsen | Peter Buch Grete Mogensen           | Henrik Svarrer Dorte Kjær         |
| Mixed        | Jesper Knudsen Nettie Nielsen | Peter Buch Grete Mogensen           | Thomas Lund Pernille Dupont       |

## Finalergebnisse
| Disziplin    | Sieger                        | Finalist                            | Ergebnis          |
| ------------ | ----------------------------- | ----------------------------------- | ----------------- |
| Herreneinzel | Michael Kjeldsen              | Torben Carlsen                      | 15-6, 4-15, 15-5  |
| Dameneinzel  | Christina Bostofte            | Charlotte Hattens                   | 11-0, 12-9        |
| Herrendoppel | Steen Fladberg Jan Paulsen    | Max Gandrup Thomas Lund             | 15-12, 18-15      |
| Damendoppel  | Dorte Kjær Nettie Nielsen     | Maria Bengtsson Christine Magnusson | 11-15, 15-4, 15-4 |
| Mixed        | Jesper Knudsen Nettie Nielsen | Peter Buch Grete Mogensen           | 15-5, 15-6        |